# The Rolling Bridge
Die Rolling Bridge ist eine Rollbrücke in London.

## Geschichte
Das nur wenige Meter lange Bauwerk wurde 2004 als Teil des Grand Union Canal office & retail development projects vom britischen Architekten Thomas Heatherwick entworfen. Die Konstruktion besteht aus acht in der Seitenansicht angenähert trapezförmigen Segmenten aus Stahl und Holz und kann durch Hydraulik-Pumpen, die Wellen unterhalb des Geländers bewegen, zusammengerollt werden. Der gesamte Vorgang des Ein- bzw. Aufrollens dauert 180 Sekunden. Die Technik dafür ist in einem separaten Gebäude untergebracht. Vollständig eingerollt bildet die Brücke ein Achteck. Die Brücke wird jeden Freitag zur Mittagszeit eingerollt.

## Auszeichnungen
2005 wurde die Konstruktion mit dem Structural Steel Design Award ausgezeichnet.